# Rafael Valle
Rafael Valle González (San Juan, 1º marzo 1938 – 2 gennaio 2024) è stato un cestista portoricano.

## Carriera
Con Porto Rico disputò i Giochi olimpici di Roma 1960 e i Campionati mondiali del 1963.